# 스톰 섀도
스톰 섀도(Storm Shadow)는 유럽이 개발한 사거리 560 km인 공대지 스텔스 순항미사일이다.

## 특성

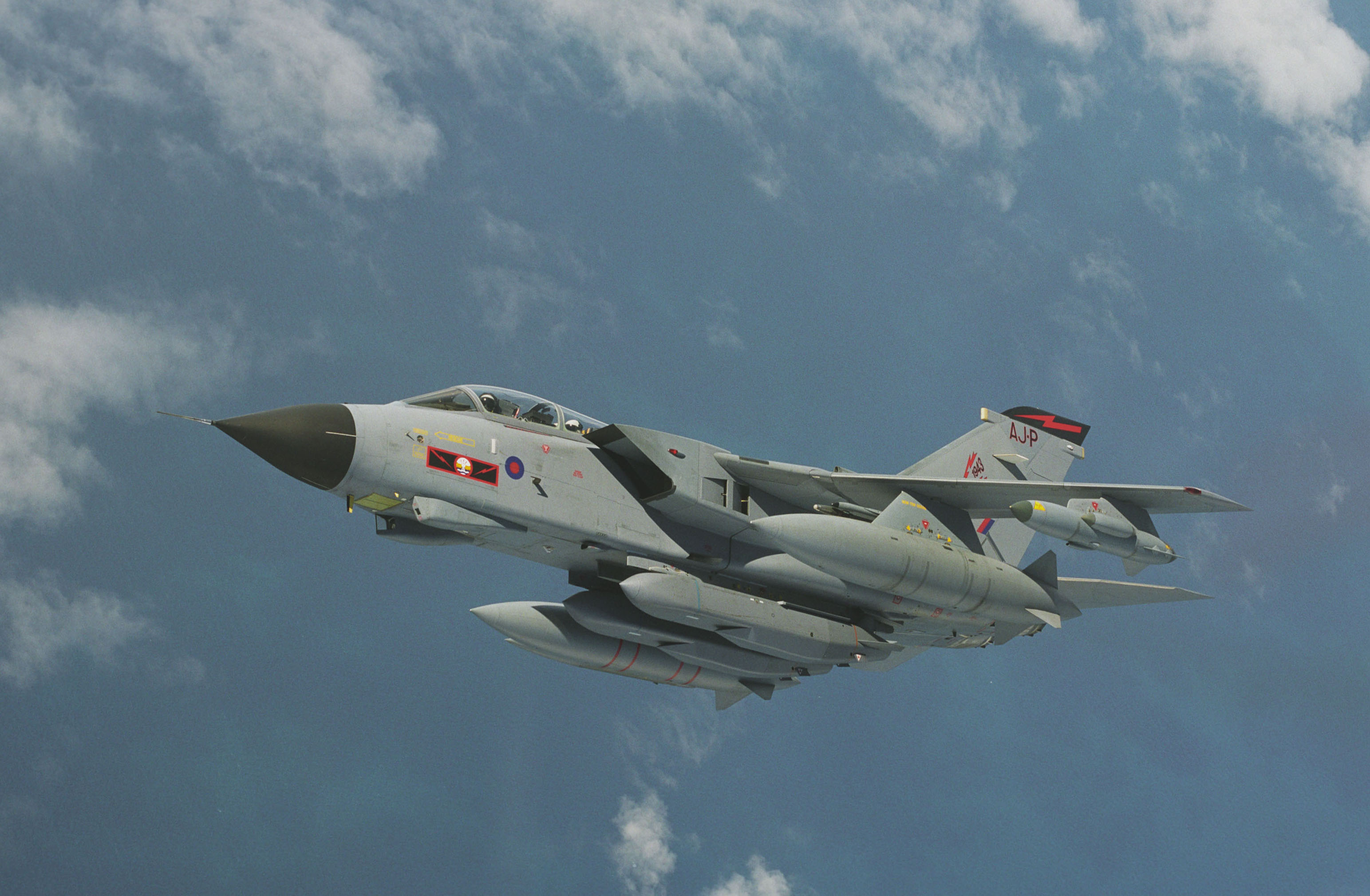
토네이도 GR4 동체 하부에 2발을 장착한다

미사일 사거리는 560 km (300 해리)이며, 터보젯 엔진으로 마하 0.8 속도를 낸다.
영국 토네이도 GR4, 이탈리아 토네이도 IDS, 사브 그리펜, 다소 미라주 2000, 다소 라팔에 장착된다.
2015년 유로파이터 공대지 버전에 장착되었다. 그러나 F-35에는 장착되지 않을 것이다.
발사 전에 프로그래밍 해야 하는 파이어앤포겟 미사일이다. 일단 발사되면 더 이상 조종할 수 없으며, 자폭명령도 불가능하다. 목표물을 수정할 수 없다.
목표물에 근접하면 미사일이 상승했다가 다이빙을 한다. 다이빙할 때 노즈콘이 떨어져 나가며 적외선 카메라가 목표물 지역을 촬영한다. 촬영 직후 DSMAC 유도를 한다.

## SCALP EG
MBDA는 프랑스 해군을 위해 해군형 버전을 개발했다. EG(Emploi Général)는 프랑스어로 '다목적, 다용도'를 뜻한다. 해군형 스칼프는 아키텐급 호위함, 바라쿠다급 잠수함에서 사용되며, Sylver 수직발사대나 533 mm 어뢰관에서 발사될 것이다. 사거리는 1000 km 이상이며, 스톰 섀도 보다 대형이다. 최초의 시험발사는 2010년 5월 28일 수상함의 수직발사대에서 발사되었다. 잠수함에서의 최초시험발사는 2011년 6월 8일에 있었다.
- 스톰섀도, 무게 1.3톤, 길이 5.1m, 직경 48 cm, 사거리 560km
- 스칼프 EG, 무게 1.4톤, 길이 6.5m, 직경 50 cm, 사거리 1000km

## C-130
영국 공군의 미래공격형항공시스템에 스칼프를 고려되었다. C-130J 슈퍼 허큘리스 수송기에서 대량으로 스칼프 미사일을 투하해 발사하는 개념이다. 그러나 2005년 취소되었다. C-130J 슈퍼 허큘리스(80톤)는 2차대전 최대히트 폭격기인 B-29(60톤) 보다 약간 큰 비행기로서, B-29처럼 4개의 프로펠러 엔진을 사용한다. 최대화물탑재량이 19톤이어서, 1.2톤인 스칼프 미사일 15발 정도를 탑재할 수 있다.

## 우크라이나
2023년 2월, 리시 수낵 영국 총리가 뮌헨 안보회의에서 "영국이 우크라이나에 장거리 무기를 제공하는 첫 번째 국가가 될 것"이라고 말했다.
2023년 5월 11일, 벤 월리스 영국 국방부 장관은 영국 하원에서 "스톰 섀도 미사일을 우크라이나에 지원하고 있다고 확인한다."고 말했다. 러시아의 우크라이나 침공에 지원된 서방의 정밀유도무기 중에서 가장 사거리가 길다.
영국은 700-1000발의 스톰 섀도 미사일을 보유중이다. 프랑스는 500발 이상의 SCALP-EG 미사일을 보유중이다.
영국 내수형은 사거리 560 km, 수출형은 사거리 250 km이다. 영국은 우크라이나에 수출형을 무상공여했다고 한다.
영국은 미사일을 러시아 본토가 아닌, 우크라이나 주권 영토 내에서만 사용할 것이라는 확약을 받았다.
스톰 섀도는 한 발에 220만 파운드(33억6천만원)로 최장 563km까지 날아갈 수 있지만 수출용은 사거리가 짧게 개조된다.
우크라이나에는 스톰 섀도 미사일을 발사할 서방제 전투기가 없다. 차량이동식 수직발사관에서 발사하는 모델로 추정된다.

## 사용국가
프랑스1998년 공군형 500발, 2006년 해군형 50발, 2009년 해군형 100발 이상 주문
 그리스공군형 90발
 이탈리아공군형 200발
 사우디아라비아18억 달러(2조원)어치 공군형 계약
 아랍에미리트
 영국공군형 900발